# Франсуа Босье де Лакруа
Франсуа Августин Босье де Лакруа (фр. Francois Bossier de Lacroix), более известный под именем Соваж (фр. Sauvages) (12 мая 1706, Алес (Франция) — 19 февраля 1767, Монпелье) — французский учёный, ботаник, врач-нозолог, педагог, профессор. Член Шведской королевской академии наук.

## Биография
Изучал естественные науки в университете Монпелье. Несколько лет жил в Париже, в 1734 году вернулся в Монпелье, где служил профессором физиологии и патологии. В 1740 году был назначен заведующим кафедрой ботаники университета. В Монпелье внёс улучшения в создание ботанического сада, построил первую оранжерею.
Дружил со шведским естествоиспытателем Карлом фон Линнеем (1707—1778), которому отправлял для изучения ботанические образцы из региона Монпелье. Линней назвал ботанический род Охновых Sauvagesia в честь своего французского коллеги Соважа.
В 1748 году Соваж был избран членом Шведской королевской академии наук, одним из основателей которой был Линней. В 1749 году стал Лондонского королевского общества. Член Леопольдины. Член Прусской академии наук.
Известен как автор труда под названием «Методика нозологии» (Nosologia Methodica, 1763), в которой впервые предпринял попытку расположить болезни, приведшие к летальному исходу, систематически. Его система классификации включает 10 основных классов болезней, которые далее разбиты на многочисленные отряды, 295 родов и 2400 видов отдельных болезней. Соваж де Лакруа объяснил свою нозологию в трактате Nosologia Methodica, работе, которая вдохновила Филиппа Пинеля (1745—1826) и его ранние исследования психических заболеваний.

## Избранные труды
- Dissertatio medica. De motuum vitalium causa ubi, quae pravus mechanismus usurpaverat naturae seu animae jura restituuntur. Montpellier, 1741.
- Mémoire sur la maladie des bœufs du Vivarais. Rochard, Montpellier 1746.
- Dissertation sur la nature et la cause de la Rage, dans laquelle on recherche quels en peuvent être les Préservatifs et les Remèdes. Pièce qui a remporté le Prix de l’Académie Royale des Sciences, et Belles Lettres, proposé pour l’Année 1748. Imprimerie Pierre Robert, Toulouse 1749.
- Methodus foliorum, seu plantae florae monspeliensis, juxta foliorum ordinem, ad juvandam specierum cognitinem, digestae. Méthode pour connaître les plantes par les feuilles. La Haye 1751.
- Dissertations sur les medicamens qui affectent certaines parties du corps humain plutôt que d’autres; et quelle seront la cause de cet effet. Bordeaux 1751.
- Nosologia methodica sistens morborum classes, genera et species, juxta Sydenhami mentem et Botanicorum ordinem. Frères De Tournes, Amsterdam 1763, 5 т
- De Venenatis Galliae Animalibus, et Venenorum in ipsis fideli Observatione compertorum Indole atque Antidotis. Monspelii, apud Viduam Joannis Martel, 1764.
- Nosologie méthodique, dans laquelle les maladies sont rangées par classes, suivant le système de Sydenham, & l’ordre des botanistes. Hérissant le fils, Paris 1771, 10 т
- Pathologia methodica practica, seu de cognoscendis morbis. Editio quarta ab ipso Auctore aucta & emendata, Castellano, Naples 1776.